# ベルトランの定理

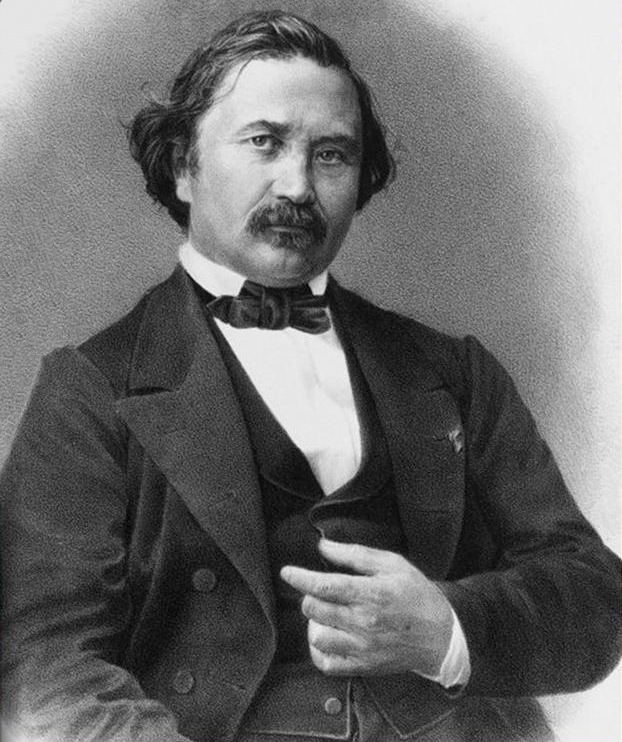
ジョゼフ・ベルトラン

ベルトランの定理 (ベルトランのていり、英語: Bertrand's theorem) はニュートン力学において任意の有界な軌道が安定な閉曲線を描くような中心力場は調和振動子ポテンシャルと逆二乗則ポテンシャルに限られる、という定理。ジョゼフ・ベルトランによって1873年に証明された。

## 概要
3次元空間において中心力ポテンシャル {\displaystyle V(r)} のもとでの粒子の運動は可積分であり、角運動量の保存に対応して2次元平面内に限られる。一般には有界な軌道は閉曲線を描かないが、動径方向の運動の振動数と角度方向の振動数が一致するときには閉曲線となる。ベルトランの定理は、任意の有界な軌道が安定な閉曲線となるのは調和振動子ポテンシャル
{\displaystyle V(r)={\frac {1}{2}}kr^{2}}
および万有引力の法則やクーロンの法則に対応する逆二乗則ポテンシャル
{\displaystyle V(r)=-{\frac {\mu }{r}}}
の二種類に限られることを主張する。以上の結論はルンゲ＝レンツベクトルの存在と関係しており、現代的な観点では調和振動子およびケプラー問題が超可積分系であることに対応する。

### 解軌道
調和振動子ポテンシャル {\displaystyle V={\frac {1}{2}}m\omega ^{2}r^{2}} の場合、その解軌道はリサージュ曲線
{\displaystyle x=A\cos(\omega t+\phi _{x}),\ \ y=B\cos(\omega t+\phi _{y})}
であり、これは周期 {\displaystyle T=2\pi /\omega } の閉曲線である。一方、逆二乗ポテンシャル {\displaystyle V=-\mu /r} の場合、有界な解軌道は楕円
{\displaystyle r={\frac {a(1-e^{2})}{1-e\cos(\theta -\varpi )}}}
であり、明らかに閉曲線となる ({\displaystyle a} は長半径、{\displaystyle e} は離心率, {\displaystyle \varpi } は近点引数)。

## 応用
ハーバート・ゴールドスタインは自身の教科書の中で多くの天体が閉曲線を描くという観測事実だけに基づいて万有引力が逆二乗則に従うことが結論できると指摘している。調和振動子型の相互作用は遠方で力が無限に大きくなるために万有引力の法則としては不適切であり、ベルトランの定理から残された可能性は逆二乗則に限られるからである。